# Слобідська Україна

Сучасний прапор острогозького козацтва. Неофіційний символ Східної Слобожанщини.

Слобідська́ Украї́на або Слобожа́нщина (рідше — Слобідщина) — історико-географічний та етнокультурний регіон у східній частині України та прикордонних областях РФ, територія якого збігається з територією п'яти українських козацьких полків Слобожанщини XVII—XVIII століть.
Слобідська Україна була невід'ємною частиною земель українських козаків. На заході межувала з Гетьманщиною, на півдні із Запорожжям та володіннями Кримського ханства, на сході з Доном, на півночі з Московщиною. Вона обіймала частину Середньої височини й сусідню з нею Донецьку низовину, північнно-східну частину Придніпровської низовини і невелику частину Донецького кряжа. У сучасних межах охоплює центрально-південну частину Сумської області, Харківську область, північну частину Луганської області та північно-східну частину Донецької області, західну, центральну, східну, південну частини Білгоро́дської, південну частину Воронізької, та західну — Курської області.

## Рання історія
Сліди найстаршого заселення пізнішої Слобожанщини походять з молодшого палеоліту. За ранньої доби Слобожанщина становила частину території сіверян, з кінця IX ст. вона увійшла до складу Київської держави, зокрема у XI ст. до Чернігівського та Переяславського, а згодом й Новгород-Сіверського князівств. Після татаро-монгольської навали XIII ст. землі відійшли до Золотої Орди, а після битви на Синіх Водах 1362 року до Великого князівства Литовського.

## XVI століття
Територія Слобожанщини становила на XVI століття майже не залюднене Дике Поле, крізь яке татари здійснювали набіги вглиб Московської держави — звичайно Муравським шляхом (він вів вододілом між Дніпром і Доном — від Перекопу аж до Тули), а також і його відногами — Ізюмським та Кальміуським шляхами. На Слобожанщині глибоко в степ заходили українські козаки — «уходники», «добичники», які займалися здебільшого бджільництвом, рибальством і мисливством, а також видобутком селітри й солі (на Торських озерах і в Бахмуті).
Починаючи із другої половини XVI століття, на Слобожанщині існували два потоки колонізації: з півночі йшла московська колонізація, пов'язана з будуванням військово-оборонних ліній для охорони Московської держави (з півдня від Криму, й з південного заходу від Речі Посполитої); з заходу — українська, заселення порубіжних знелюднених земель українським народом, викликана, за одними версіями, бажанням вільного життя (від польсько-шляхетської неволі), за іншими — силою економічно-господарчих інтересів населення Наддніпрянщини.

## Створення оборонних ліній
Існує поширена в історіографії думка, що була державна колонізація (Московської держави) і народна, стихійна, українська.
Втім передусім Московська держава була зацікавлена у створенні певного захисного пояса. Це наступальні дії, які вона проводила не лише тут, на сході, а й в Сибіру чи на інших просторах, де існувала мережа укріплень і фортець. На цю мережу селили служилих людей з родинами, їм давали пільги. Замість сплати податків чи ще якихось навантажень ці люди мали служити і будувати укріплення. Основним проєктом, який окреслює межі Слобожанщини, була Білгородська укріплена лінія. Протягом другої половини XVI ст. московський уряд утворює сторожові станиці, будує міста Орел, Лівни й Вороніж (1585 р.), Єлець (1592 р.), Білгород, Оскіл і Курськ (1596 р.), Валуйки (1599 р.).
Московська смута (1605—1613 рр.) затримала це будівництво, але в першій половині XVII ст. московський уряд побудував міста Вільний, Хотмижськ, Усерд та інші — здебільшого на місці городищ з княжих часів. В 1630-ті роки, після поразок Смути, стало зрозуміло, що ще можна пересуватися далі на південь. Смуті передувала політика царя Бориса Годунова. З його волі воєвода Богдан Бєльський оселив 1599 р. далеко на півдні місто Цареборисів. Проєкт був ризикованим: у пониззі р. Осколу, на віддалі від основних фортець, без належного забезпечення, проте Московська держава бажала закріпитися на землях давньої Русі.
У другій половині 17 ст. збудовано Ізюмську лінію від річки Коломак до міста Валуйки (1679–1681 рр.).
У першій половині XVIII ст., коли у процесі заселення Слобідської України Білгородська лінія втратила військове значення, спільними силами козацько-селянської людності Слобідської України і Гетьманщини утворено нову — Українську лінію, яка йшла від річки Орелі до річки Дінця (1731–1733 рр.).
Усі етнічно російські анклави на Слобожанщині, пов'язані з тим, що тут існували якісь фортеці чи населені пункти московських служилих. Найбільше для цього зіграла політика пізнішого часу. Коли уже Білгородська лінія відслужила своє, Ізюмську лінію, заселяли переважно українцями, вже не потрібно було відновлювати наступальний рух на даних теренах, треба було рухатися далі на південь. Тож на південь від Ізюмської лінії створили Українську лінію. Ці поселення були етнічно російськими, з однодворців — їх збирали з колишньої Білгородської лінії, навіть із-під Курська, це така мережа, анклавчики на півдні Слобожанщини. Одна лінія Білгородська — це північ Слобожанщини, Українська лінія — це південь Слобожанщини. І північ, і південь — це вторгнення російського.

## XVII—XVIIIстоліття

### Етапи заселення Слобідської України
Протягом XVII ст. — XVIII ст. відбулося декілька хвиль.
1. Масового характеру заселення цієї місцевості набуло в 1630-их роках, коли після поразки козацьких повстань їхні учасники шукали волі та землі в Слобідської України, раніше не заселеної через межування зі степом (найбільша хвиля — це учасники повстання Я. Острянина 1638 р., які в кількості 900 осіб, заснували та оселилися в Чугуєві).
2. Ще більшим стало заселення Слобідської України за Хмельниччини, зокрема після Білоцерківської угоди 1651 р.: переселення 1652 р. козаків Чернігівського і Ніженського полків на чолі з полковником Іваном Дзиковським, у кількості 2000 чоловік, з родинами й майном, які заснували місто Острогозьк; переселенці з містечка Ставища, Білоцерківського полку, на чолі з Герасимом Кондратьєвим, які заснували місто Суми. 
Ця хвиля тривала й далі: 1654 р. засновано місто Харків, 1662 р.— Богодухів.
3. Події Руїни викликали нову хвилю переселення, головним чином з Правобережної України в 1670–1680-х роках (в тому числі організований Іваном Самойловичем, що окремі історики трактують як насильницький «Великий згін», 1678–1679 рр.). 
У 1674 р. засновано місто Вовче (Вовчанськ), 1681 р. — місто Ізюм.
4. Подальша хвиля заселення була пов'язана з ліквідацією повстання Палія у 1704 р. та переселенням мешканців Правобережної на Лівобережжя у 1711—1712 роках, що було організовано московською владою.
5. Остання велика хвиля припадає на 1720–1730 роки, у зв'язку з відновленням польсько-шляхетського панування на Правобережжі, поразкою гайдамацького руху 1734 р., а також із посиленням старшинського визиску козацько-селянської людності на Гетьманщині.

Внаслідок українського заселення московська колонізація Слобідської України була відтиснена на схід і південний схід у бік Дону й Волги, але українські хвилі сягали й туди.
Населення Слобідської України становило наприкінці XVII ст. близько 120 тисяч осіб. За реєстром 1732 року кількість населення Слобідської України становила близько 400 тисяч, 1773 р. — понад 660 тисяч. Завдяки заселенню українцями Слобідської України протягом одного століття українська етнічна територія відновилася на майже 100 000 км2, а її межі пересунулися на 120—200 км на схід. Населення Слобідської України становило на середину XVIII ст. близько 10 % населення всіх тодішніх українських етнічних земель, територія — близько 25 %.

### Виникнення полків
Московський уряд довгий час користувався українським населенням Слобідської України. Москва мала добру військову силу з місцевих козаків для оборони своїх південних кордонів і разом із тим стримувала потік московських утікачів-кріпаків на Дон. Тому царський уряд постачав українським переселенцям зброю й харчі, «дозволяв» українцям селитися на українських землях цілими громадами на пільгових умовах («слободи»), «наділяв» їх землею й «зберігав» за поселенцями козацькі права і полковий устрій (до повного їх знищення Катериною II).
Уже в 1650-х pp. існували українські козацькі слобідські полки: Острогозький полк (Рибінський), Сумський, Охтирський, Харківський полк. У 1685 р. утворено Ізюмський полк. Полки поділялися на сотні (у 1734 р. на Слобідській Україні було 98 сотень). Полкам або їх полковникам уряд надавав царські жалувані грамоти. У XVIII ст. були спроби централізувати адміністрацію Слобідської України в особі вищого військового урядовця, яким звичайно був хтось із слобідських полковників: харківський полковник Федір Шидловський (1708–1711 рр.), охтирські полковники Федір Осипов (1711 р.) і Олексій Лесевицький (1730-ті pp.), командир слобідських полків Василь Капніст (1751–1757 рр.) та ін.
Але над козацькою владою Слобідської України була адміністрація, якою керували московські воєводи (зокрема білгородський), а у XVIII ст. — військові губернатори (азовський, потім воронізький, київський) придворні московського царя, призначені мперією контролювати захоплені території України.
У 1711 р. Харківським, Ізюмським і Острогозьким полками керував азовський губернатор, адмірал Фєдор Апраксін; Сумським і Охтирським (з 1718 р. і Харківським) — київський губернатор князь Дмітрій Голіцин. Згодом Ізюмський і Острогозький полки перейшли під владу воронізького губернатора.
Полковий устрій і уряди (полкові й сотенні) були подібні (з невеликими відмінами) до тих, що існували на Гетьманщині. У другій половині XVII ст. старшину обирали на козацьких радах (фактично на радах старшини), а затверджувала їх московська влада. У 18 ст., поступово обмежуючи козацьке самоврядування, царський уряд призначав старшину з верхівки козацтва, а полковників і сотників іноді й з чужинців (Тевяшов в Острогозькому, М. Милорадович в Ізюмському полках). Кілька визначних козацьких родів на Слобідській Україні давали кандидатів на полковників та інші уряди, іноді майже спадково, знищюючи традиціі української козацької демократіі та створюючи свого роду полковницькі «династії»: Кондратьєви у Сумському, Перекрестови-Осипови й Лесевицькі в Охтирському, Донець-Захаржевські, Куликовські й Данилевські в Ізюмському, Шидловські й Квітки у Харківському, Тевяшови в Острогозькому полках.
Список полків, що існували у Слобідській Україні:
- Харківський полк,
- Ізюмський полк,
  - Балаклійський полк (1669—1677, увійшов до складу Харківського та Ізюмського полків),
- Сумський полк,
- Охтирський полк,
- Острогозький полк.

Прапор Ізюмського козацького полку (за Смоленським)
Прапор Охтирського козацького полку
Прапор Сумського козацького полку
Прапор Харківського козацького полку
Прапор Острогозького козацького полку

## XIX та XX століття
Після деяких нових адміністративно-територіальних змін Слобідсько-Українську губернію ліквідовано у 1835 р.; більшість її території (південну частину) перейменовано на Харківську губернію, менша північна увійшла до складу Воронізької і Курської губернії.

Територіальні претензії УСРР до Радянської Росії у 1920-ті роки.

Адміністративно-територіальний поділ УНР охоплював майже всю територію Слобожанщини, було створено такі одиниці: Подоння, Харків, Слобідщина, Донеччина. Частини Слобожанщини увійшли до Половецької землі та Полтавщини. Поза лишилися українські землі довкіл Мілерового і на лівобережжі Дону. Ці землі відійшли до козацького Всевеликого Війська Дінського, але й на ці терени претендувала УНР, яка діяла під закликом об'єднати всі українські землі.
Поділ Слобідської України на активну (в новітній історії України) Харківщину і пасивну Північну Слобожанщину ще більше закріпився за радянської влади: Північна Слобожанщина увійшла не до складу УРСР, а РРФСР.

## Соціальний устрій та народне господарство
Соціальний устрій
Уже перші українські поселенці ділилися на військових (козаків), духовенство, міщан і селян («посполитих»). Тоді стани ще не були замкнені, і не важко було переписатися з селян у козаки (слово «козак» з тюр. значить «вільна озброєна людина»), а козаки між воєнними справами засновували слободи та господарювали на землі.
Основою було козацтво, до якого в середині XVIII ст. належала половина всього населення Слобідської України. Воно поділялося на старшину, виборних (або компанійських) козаків, які несли військову службу, і козаків-підпомічників, які допомагали виборним харчами або грішми. У 1732 р. у 4 полках на 23 565 виборних козаків припадало 72 226 підпомічників (станом на 1763 p.: 58 231 і 108 301). По дворах козаків жили підсусідки (у 1732 р. їх було в 4 полках 12 973), переважним чином це були колишні козаки і селяни, які втратили власне господарство та землю і наймитували у заможних господарів. Виборні козаки поступово перетворилися на замкнутий вільний стан, а підпомічники — на підданих, залежних від козацької старшини.
Селяни ділилися на вільних, які мали власну землю, і тих, що жили на землях козацької старшини, великоросійських поміщиків, монастирів тощо і за це відробляли панщину та платили данину. Царський уряд після 1654 всіляко сприяв старшині, шляхті та вищому духівництву в покріпаченні селян. У всій Україні, що була колонізована Російською імперією, кріпацтво остаточно було юридично оформлене пунктом 8 указу Катерини ІІ «О податях с купечества, мещан, крестьян и других обывателей губерний Киевской, Черниговской, Новгород-Северской, Харьковской..» від 3 (14) травня 1783, за яким селян Київського, Чернігівського та Новгород-Сіверського намісництв (13 % від території сучасної України) повністю позбавлено права переходу й на них поширено було всеросійські закони. Поміщик міг продати кріпака, обміняти на будь-яке майно, розлучити чоловіка з жінкою і батьків з дітьми.
Міщанство (купці, ремісники) було нечисленне. Шляхти на Слобідській Україні в XVII ст. не було, її заміняла козацька старшина та московські поміщики. Окрему групу, досить строкатого соціального й господарського складу, становили «великороси» тобто московити — «служилі люди» різних розрядів, пізніше, у XVIII ст. дворянство-поміщики (великороси, молдовани тощо), «посадські люди», «однодворці» й «крестьяне». Загальна кількість великоросів була невелика: за підрахунками Д. Багалія, у середині XVIII ст. у 4 Слобідських полках було лише 1  650 великоросів (зокрема, в Харківському полку 1498 великоросів). Соціальний процес ішов у напрямі збільшення прав і маєтків козацької старшини в обмін на асиміляцію та лояльність до імперіі, та перетворення селян на кріпаків.
Народне господарство
Населення займалося в основному хліборобством і пов'язаним з ним скотарством. Панівною системою хліборобства була перемінна; у другій половині XVIII століття почала поширюватися також трипільна. Крім козацьких і селянських дрібних землеволодіннь, розвинулися великопанські (козацької старшини й великоросійського дворянства, а також монастирів) володіння, що іноді досягали розмірів латифундій. Найбільшими землевласниками на Слобідській Україні серед місцевої козацької старшини були (за абеткою): Данилевські, Донець-Захаржевські, Квітки, Ковалевські, Кондратьєви, Куликовські, Лесевицькі, Надаржинські, Осипови, Перекрестови, Перекрестови-Осипови, Тевяшови, Шидловські та інші; з козацької старшини Гетьманщини — Капністи, Миклашевські, Милорадовичі, Полуботки та інші; з закордонних чужинців (великоросійських поміщиків)— князі Кантеміри, графи Гендрикови, князі Голіцини, Дуніни, Кропоткіни, Юсупови.
Значне місце у Слобідській Україні займало вівчарство, (у XIII ст. також тонкорунне), бджільництво, садівництво, рибальство, млинарство, ґуральництво, діхтярство, будництво (на Охтирщині) та різні ремесла і кустарні промисли (в кін. XVIII ст. у Слобідській Україні нараховувалось близько 34 000 ремісників та кустарів). Помітне місце посідала соляна промисловість (Торські, Бахмутські й Співаківські зав.) і особливо селітарництво. У XVIII ст. з'являються мануфактури, зокрема Чугуївська шкіряна Ф. Шидловського (кінець 1711 р.), скарбова тютюнова в Охтирці (1719 р.), Салтівська суконна графа Гендрикова (1739 р.), полотняна сотника Охтирського полку Семена Нахимова (1769 р.), шовкові заводи в м. Новій Водолазі (кін. 18 ст.) тощо.
Осередками торгівлі були ярмарки, яких у 1779 р. було 271, здебільшого локального характеру, ледве 10 середніх і лише 2 найбільші — в Сумах і Харкові. Важливе значення мав транзитний торг через Слобожанщину, яка стала посередником у торгівлі між Гетьманщиною, Запоріжжям і Південною Україною, Кримом і Доном, Кавказом та Іраном, та Московською державою. Зокрема жваві торгові стосунки були між регіонами України: Слобожанщиною і Гетьманщиною. З Слобожанщини йшла до Гетьманщини сіль з Торських і Бахмутських соляних заводів, з Гетьманщини на Слобожанщину йшли промислові вироби, зокрема скло, залізні вироби, поташ і смалчуг, горілка тощо.

## Політичне життя
Політичне життя української Слобожанщини було обмежене рамками Московської держави, а згодом Російської імперії, анексованою частиною якої, хоч і напівавтономною, вона була. Але вже географічне положення Слобожанщини між Московщиною, Кримським ханством, Донськими козаками та Гетьманщиною не раз втягувало цей регіон України в суперечності східноєвропейської політики того часу.
Слобідська Україна була тереном руйнівних татарських нападів з півдня, які тривали аж до повного захоплення та анексіі Наддніпрянської та Південної України Російською імперією (Кучук-Кайнарджійського мирного договору 1774 р.)
Великих руйнацій зазнава українська Слобожанщина під час воєнних кампаній Російської імперіі: в результаті воєнних дії під час російсько-шведської війни взимку 1708—1709, а також російсько-турецької війни 1735—1739 років, що заподіяла великої шкоди господарству.
Соціальний устрій української Слобожанщини сильно відрізнявся від устрою в Московській державі. Московська централістична політика, що намагалася знищити ці відмінності, асимілювати українське населення (відмовляючи йому навіть у праві вважатися окремим народом, мати окрему ідентичність) до становища «малоросів» та нав'язати свою форму самодержавно-феодально-кріпосницької влади (замість волелюбно-демократичних традицій українського козацтва) спричиняли конфлікти між Україною (усіма українськими землями, що були захоплені Московією) й московським урядом, а іноді викликали заворушення й навіть повстання проти Москви.
У 1670 р. вибухнуло повстання в Острогозькому полку, пов'язане з селянською війною під проводом Степана Разіна. Повстання, яке очолив старий полковник Іван Дзиковський, на короткий час ліквідувало московську владу на східній Слобощанщині. Незабаром воно було придушене, й Дзиковський з дружиною Євдокією разом з більшістю повстанців потрапили в полон і були страчені.
Населення Слобожанщини брало участь і в повстанні К. Булавіна 1707—1708 рр., але слобідські полки, разом з деякими полками Гетьманщини, змушені були допомагати Москві приборкати повстання.
Коли в 1711 р. кримський хан Девлет-Гірей II пішов війною на Московську державу (татари тоді зруйнували Бахмут, захопили Зміїв, Стару Водолагу й Мерефу і спустошили райони Ізюму й Харкова), українці з обох Водолаг на чолі з старшиною приєдналося до татар, за що Петро І наказав «казніть з жеребья десятого смертію, а достальные все с женами и с детми послать к Москве для ссылки».
Гайдамацькі повстання на Правобережній Україні мали відгуки також на Слобідській Україні, але тут вони мали переважно соціальний і локальний характер.
Менше відома політична діяльність старшини Слобідської України у XVIII ст.. Москва уважно стежила за проявами українського визвільного руху на даній території. Так, у 1704 р. Охтирський полковник Іван Перекрестов, обвинувачений у «зраді», був позбавлений уряду і засланий на північну Московщину, а маєтності його були конфісковані; так само (хоч і з інших причин) був усунений у 1711 р. харківський полковник генерал-майор Федір Шидловський. Також особливо непокоїли Москву зв'язки слобідської старшини з Гетьманщиною.

## Взаємини Слобідської України і Гетьманщини

Україна у 1740—1750 роках. Зеленим позначена територія Слобідських полків, синім — Гетьманщина, помаранчевим — Військо Запорозьке Низове.

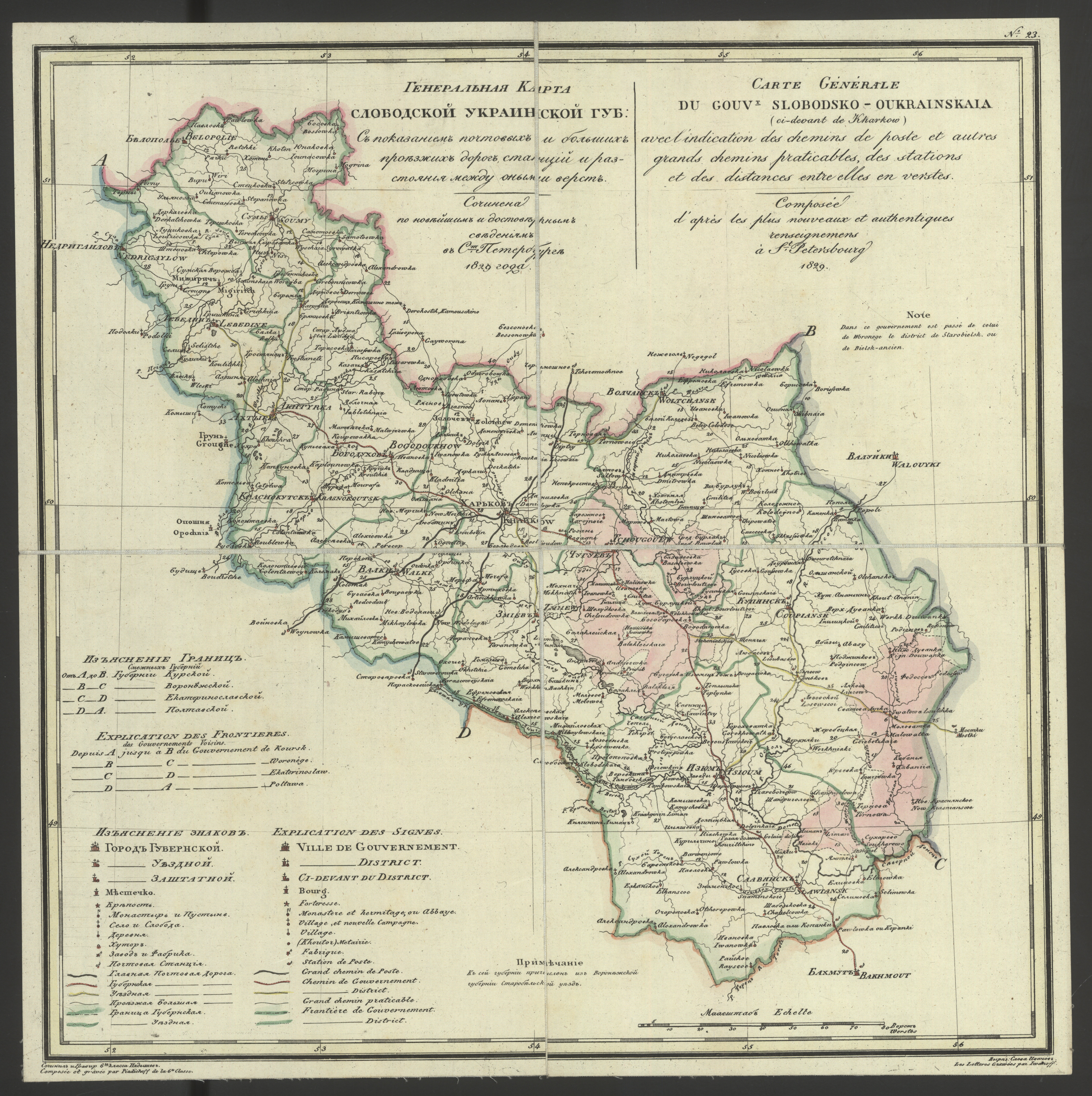
Генеральна мапа Слобідської Української губернії. 1829 рік.

Відносини між гетьманським урядом і українською старшиною Слобідської України зміцніли за часів І. Самойловича й І. Мазепи. Обидва гетьмани прагнули поширити владу свого «регіменту» на Слобідську Україну. Переговори в цій справі провадили в Москві, наприкінці 1680 р. і на початку 1681 р. посланці І. Самойловича — Михайло Самойлович (полковник гадяцький, небіж гетьмана) й Іван Мазепа, тоді ще тільки знатний військовий товариш. Москва поставилася до цього негативно. Спроби порушити це питання робив Мазепа, вже будучи гетьманом. Але московський уряд знову рішуче відмовився передати слобідські полки під владу гетьмана.
Слобідська Україна та Гетьманщина мали зв'язки економічні і культурні, більш того велике значення мали близькі родинні й родові зв'язки між вищою старшиною Слобідської України і Гетьманщини. Визначніші слобідські роди, як Донець-Захаржевські, Квітки, Кондратьєви, Ковалевські, Куликовські, Лесевицькі, Надаржинські, Осипови, Перехрестови та інші, були споріднені й посвоячені з Апостолами, Гамаліями, Горленками, Гречаними, Жураковськими, Забілами, Зарудними, Іваненками, Капністами, Лизогубами, Лісницькими, Максимовичами, Маркевичами, Миклашевськими, Милорадовичами, Полуботками, Родзянками, Савичами, Самойловичами, Скоропадськими, Сулимами, Чарнишами, Черняками, князями Четвертинськими та іншими визначними родами Гетьманщини. З цим пов'язані були й чималі земельні володіння деяких гетьманських фамілій на Слобідській Україні (зокрема Миклашевських, Полуботків, Самойловичів тощо). Нерідко представники лівобережної старшини посідали важливі старшинські уряди на Слобідській Україні (Михайло О. Милорадович, полковник Ізюмський, 1759—1761; Іван Зарудний, сотник Ізюмського полку кінця 1748 р.; Григорій Іскрицький, сотник Сумського полку 1708 р., шваґер гетьмана Апостола; Василь Савич, сумський полковий суддя, син генерального писаря Семена Савича й зять сумського полковника Андрія Кондратьєва; їх нащадки тощо). Слобідська Україна давала тимчасовий (вільний чи невільний) притулок гетьманським діячам та їх родинам у час політичної або військової криз (зокрема під час війни 1708—1709).
Слобідська Україна та Гетьманщина мали єдність також і в духовному, зокрема церковному та освітньому житті. Церковно-релігійне життя на Слобідській Україні мало цілком український характер, хоча Московська імперія робила усе, щоб прив'язати релігійне життя підконтрольній їй Слобожанщини до московського патріархату (XVII ст.), а згодом до російського Синода.
Головним осередком церковного управління Слобідської України була Білгородська єпархія (XVII — XVIII ст.), більшість єпископів якої, особливо у XVIII ст., походили з Гетьманщини й були вихованцями Київської Академії або Чернігівського Колегіуму. Визначнішими з них були: Єпифаній Тихорський (1722—1731), фундатор Харківського Колегіуму (1727 р.); святитель Йоасаф Горленко (1748—1754), онук полковника прилуцького Дмитра Горленка й гетьмана Д. Апостола й шваґер Івана Квітки, полковника ізюмського (1743—1751); Йоасаф Миткевич (1758—1763); Самуїл Миславський (1769—1775), відомий вчений, колишній ректор Київської Академії й майбутній митрополит київський; Теоктист Мочульський (1787—1799), член Російської Академії. Лише Острогозький полк належав до Воронізької єпархії, серед владик і духовенства якої у XVIII ст. було чимало українців, вихованців Києва або Чернігова, а згодом і Харківського Колегіуму. З 1799 р. церковним осередком Слобожанщини и стала новозаснована Слобідсько-Українська й Харківська єпархія, першим єпископом якої (1799—1813 рр.) став Христофор Сулима, нащадок старого гетьманського роду й син полковника переяславського Семена Сулими, посвоячений також з визначними родами Слобідської України (зокрема з Перекрестовими й Кондратьєвими).
Високою школою для всієї Слобідської України у XVIII ст. був Харківський Колегіум, утворений на зразок Київської Академії (з богословським курсом). Серед професорів його було чимало відомих вчених, які вчилися в Київській Академії або в Чернігівському й Переяславському колегіумах, а деякі з них мали також європейську освіту (з нім. університетів). Студенти Харківського Колегіуму походили не тільки з Слобідської України, але й з Гетьманщини. Не дивно, що культурний вплив Колегіуму поширювався на все Лівобережжя й суміжні райони Російської імперії.
Поруч з Харківським Колегіумом, освітнім осередком східної Слобожанщини було латинсько-слов'янське училище в Острогозьку (1733 — 36 рр., з 1737 р. у Воронежі, з 1742 р. знову в Острогозьку), також з добрим складом учителів-українців, вихованців високих шкіл Гетьманщини, а дехто й нім. університетів.
Яскравим символом культурного єднання Гетьманщини й Слобідської України став великий український філософ Григорій Сковорода, уродженець Лубенського полку й вихованець Київської Академії, професор Переяславського, а пізніше Харківського Колегіуму, діяльність і творчість якого була глибоко пов'язана зі Слобідською Україною.

## Втрата автономії
Від часів Петра І російський уряд почав чимраз більше втручатися у внутрішнє життя слобідських полків і обмежувати їх автономію. У 1732 р. цариця Анна Іванівна скасувала автономію Слобідської України, але у 1743 р. її відновила Єлисавета Петрівна й видала жалувану грамоту для всіх слобідських полків.
Нарешті, Катерина II маніфестом 1765 р. ліквідувала козацький устрій і слобідські полки та ввела російські установи. Замість розформованих козацьких полків, утворено регулярні — Харківський та Сумський, Охтирський, Ізюмський і Острогозький гусарські полки. Слобідських козаків і підпомічників перетворено на так званих військових обивателів (за соціальним станом вони були подібні до державних селян), козацьку старшину зрівняно з російським дворянством.
Скасування полкового козацького устрою Слобідської України викликало велике невдоволення козацької старшини. Ізюмський полк, Федір Краснокутський і деякі старшини Харківського полку виступили явно проти реформи 1765 р. Російський уряд провів арешти, шукаючи ширшої змови. Краснокутського позбавили чинів, маєтку й заслали до Казані, декого з рядових старшин вибито батогами. Вияви невдоволення й протесту мали місце й під час виборів до Комісії складання проєкту «Нового Уложенія» 1767 р.: в деяких наказах (зокрема на Сумщині) була вимога відновити права українського народу на автономію. Але російські урядові репресії ліквідували цей рух опору. Слобідська Україна стала провінцією Російської імперії, Слобідсько-Українською губернією з центром у Харкові, без будь-яких козацьких свобод та прав.

## Культура Слобідської України
Див. Слобожанська хвиля. Навчальний посібник-хрестоматія з української літератури"(у співавторстві).-Донецьк: Східний видавничий дім.  2005. — 280 с.

### Російською мовою
1. (рос. дореф.) Гюльденштедт, Иоганн Антон Путешествие академика Гильденштедта по Слободско-Украинской губернии. (1771 p) Х., 1892
2. (рос. дореф.) Топографическое описание Харьковского наместничества. M., 1788.
3. (рос. дореф.) Филарет Гумилевский. Историко-статистическое описаніе Харьковской епархіи. X. 1857—1859.
4. (рос. дореф.) Головинский П. Слободские казачьи полки. П. 1864.
5. (рос. дореф.) Багалей Д. Очерки из истории колонизации и быта степной окраины Московского государства. М. 1887.
6. (рос. дореф.) Миклашевский И. К истории хозяйственного быта Московского государства, часть І. Заселение сельское хозяйство Слободской Окраины XVII века. М. 1894.
7. (рос.) Сумцов М. Слобожане. X. 1918.
8. (рос.) Новосельский А. Борьба Московского государства с татарами в первой половине 17 века. М. — П. 1948.
9. (рос.) Слюсарский А. Социально-экономическое развитие Слобожанщины XVII — XVIII столетий. 1964.
10. (рос.) Загоровский В.. Белгородская черта. Воронеж 1969.
11. (рос.) Петров С. Д. Реформы слободских полков, проведенные А. Шаховским, в контексте российской внутренней политики 30-х годов XVIII века // Юг России и Украина в прошлом и настоящем: история, экономика, культура: сб. науч. тр. V Междунар. науч. конф. / отв. ред. И. Т. Шатохин (г. Белгород, 23-24 января 2009 г.). — Белгород: Изд-во БелГУ, 2009. — 428 с.

### Німецькою мовою
1. (нім.)D. Johann Anton Güldenstädt Rußisch-Kayserl. Akademikers und Professors der Naturgeschichte ó. Reisen durch Rußland und im Caucasischen Gebürge ; Theil 2